# Стара Русколенка
Стара Русколенка (пол. Stara Ruskołęka) — село в Польщі, у гміні Анджеєво Островського повіту Мазовецького воєводства.
Населення — 333 особи (2011).
У 1975-1998 роках село належало до Ломжинського воєводства.

## Демографія
Демографічна структура станом на 31 березня 2011 року:
|          | Загалом | Допрацездатний вік | Працездатний вік | Постпрацездатний вік |
| -------- | ------- | ------------------ | ---------------- | -------------------- |
| Чоловіки | 167     | 33                 | 112              | 22                   |
| Жінки    | 166     | 26                 | 95               | 45                   |
| Разом    | 333     | 59                 | 207              | 67                   |